# Ranko Pavleš
Ranko Pavleš (Split, 6. studenoga, 1956.), hrvatski povijesni topograf.
Bavi se povijesnom topografijom sjeverozapadne Hrvatske. 
Autor je monografija "Koprivničko i Đurđevečko vlastelinstvo" (2001.) i "Podravina u srednjem vijeku" (2013.). Objavio i niz pojedinačnih radova o povijesnoj topografiji (Podravina, Koprivnica i okolica, Križevci i okolica...). Suradnik je časopisa "Cris", "Scientia Podraviana", "Podravski zbornik" i "Podravina".